# Svärdsjö-Envikens pastorat
Svärdsjö-Envikens pastorat var ett pastorat i Falu-Nedansiljans kontrakt i Västerås stift i Falu kommun i Västmanlands län. PAstoret upphörde 2018 och församlingarna överfördes till Svärdsjö, Enviken och Sundborns pastorat. 
Pastoratet bildades 2014 genom sammanläggning av pastoraten:
- Svärdsjö pastorat
- Envikens pastorat

Pastoratet består av följande församlingar:
- Svärdsjö församling
- Envikens församling

Pastoratskod var 051202.